# كاتيدا
كاتيدا (بالإنجليزية: Kateda)‏،  هو فن للدفاع عن النفس باعتباره ذو أصول تعود إلى جنوب القارة الآسيوية ويعود إلى 1000 سنة قبل الميلاد أو أكثر حسب بعض المؤرخين.

## النشأة
هناك عدد من القصص المرتبطة بنشأة هذا الفن غير أن موضوعها واحد وهو أن هذا الفن قد نشأ بجبال «الهيمالايا» في التبت ثم انتشر بعد ذلك في إندونيسيا.
تذكر هذه القصص أن «الكاتيدا» كانت تستخدم بغرض حماية النفس ضد الظروف القاسية لجبال «الهيمالايا» وبيئتها الصعبة إضافة إلى التدريب بشكل أساسي للحفاظ على أسلوب الحياة الطبيعي والصحي.

## عناصر الكاتيدا
وتقول بعض الكتب أن هذا الفن مرتبط أساسا بسبه عناصر هي: 
- الشجاعة
- التحدي
- القيادة
- التضحية
- التآزر
- السلام
- المعرفة

من خلال التقدم والتفاهم لهذه العناصر فانها تجعل من الأفراد الممارسين لهذه الرياضة أشخاصا قادرين على التغلب على مخاوفهم السلبية والتوتر والمشاكل الاجتماعية والغضب إلى غير ذلك.كما أن التدريب يتيح لهؤلاء الأفراد الاعتراف بانجازاتهم الابداعية، والثقة، وتأكيد الذات، وضبط النفس، والانضباط الذاتي، والوعي والاحترام والتفاهم، وتوسيع نطاق الاعتراف على نموهم الشخصى.

## تاريخ الكاتيدا
تاريخ «الكاتيدا» على حد كبير غير معروف لدى العامة كما هو في الواقع وجود «الكاتيدا» نفسها غير أن الدراسات التاريخية تحتمل أن هذا الفن قد يكون قد ظهر على الأقل منذ 3000 سنة وربما 10000 سنة مما يضع قيامه منذ نهاية العصر الجليدي الأخير.
و«الكاتيدا» هي فن قد ظهر في التبت عند الحدود مع الهند والصين وهي من بين عدد صغير من الفنون القتالية المعروفة والتي هي قد نشأت في التبت مثل: «الجاساني» و«السيام» و«اليانباو» و«البوابوم» و«السونغ».